# Spandarjanreservoaren
Spandarjanreservoaren (armeniska: Սպանդարյանի ջրամբար: Spandaryani dzjrambar) är en reservoar i Armenien. Den ligger i provinsen Siunik, i den sydöstra delen av landet, 130 kilometer sydost om huvudstaden Jerevan. Spandarjanreservoaren ligger 2 033 meter över havet.
Trakten runt Spandarjanreservoaren består i huvudsak av gräsmarker. Runt Spandaryani Jrambar är det ganska glesbefolkat, med 42 invånare per kvadratkilometer.